# Майпу (округ)
Округ Майпу́ (ісп. Maipú) — адміністративно-територіальна одиниця 2-ого рівня у провінції Буенос-Айрес в центральній Аргентині. Адміністративний центр округу — Майпу (ісп. Maipú).
Населення округу становить 10188 осіб (2010). Площа — 2640 кв. км.

## Історія
Округ заснований у 1839 році.

## Населення
У 2010 році населення становило 10188 осіб. З них чоловіків — 4849, жінок — 5339.

## Політика
Округ належить до 5-ого виборчого сектору провінції Буенос-Айрес.